# Ramón Corona
Ramón Corona är en ort i Mexiko.   Den ligger i kommunen Cuencamé och delstaten Durango, i den centrala delen av landet, 700 km nordväst om huvudstaden Mexico City. Ramón Corona ligger 2 130 meter över havet och antalet invånare är 1 870.
Terrängen runt Ramón Corona är lite kuperad. Runt Ramón Corona är det glesbefolkat, med 18 invånare per kvadratkilometer. Ramón Corona är det största samhället i trakten. Trakten runt Ramón Corona består till största delen av jordbruksmark.